# Trichoniscus inferus
Trichoniscus inferus is een pissebed uit de familie Trichoniscidae. De wetenschappelijke naam van de soort is voor het eerst geldig gepubliceerd in 1909 door Karl Wilhelm Verhoeff.